# Greasley
Greasley is een civil parish in het bestuurlijke gebied Broxtowe, in het Engelse graafschap Nottinghamshire.